# Papa Ioan Paul al II-lea
Ioan Paul al II-lea, născut Karol Józef Wojtyła, (n. 18 mai 1920, Wadowice, Polonia – d. 2 aprilie 2005, Vatican) a fost al două sute șaizeci și patrulea papă al Bisericii Catolice și episcop al Romei din 16 octombrie 1978 până la moartea sa. A fost primul papă de altă origine decât cea italiană de la papa Adrian al VI-lea, adică din 1522.
Pontificatul său de 26 ani (octombrie 1978 – aprilie 2005) este considerat al treilea ca durată din istoria Bisericii Catolice, în urma Sfântului Petru (estimat între 34 și 37 ani) și a lui Pius al IX-lea (31 ani).

## Date biografice
Karol Wojtyła s-a născut într-o familie modestă, fiu al unui ofițer în retragere. Când avea aproape 9 ani și-a pierdut mama. După absolvirea liceului Marcin Wadowita, s-a înscris, în anul 1938, la cursurile Facultății de Litere și Filozofie a Universității Jagiellone din Cracovia. În timpul celui de-al doilea război mondial și al ocupației naziste a Poloniei, Universitatea Jagiellonă a fost închisă și Karol Wojtyla a fost nevoit să muncească într-o fabrică de produse chimice. Și-a pierdut tatăl în 1941.
Din anul 1942 a urmat studii universitare de teologie la Cracovia. La 1 noiembrie 1946 a fost hirotonit preot, la Cracovia. La scurt timp după aceea, a fost trimis la Roma, unde a studiat, la Universitatea Papală Angelicum, sub îndrumarea profesorului Réginald Garrigou-Lagrange. În 1948 a obținut doctoratul în teologie cu o teză despre „Credința în gândirea Sfântului Ioan al Crucii”. Reîntors în Polonia, deține mai multe parohii în Cracovia și obține în acest timp doctoratul în Filosofie cu o teză despre filosoful german Max Scheler. În 1953 i se încredințează catedra de teologie morală și etică socială la Facultatea de Teologie din Cracovia. Când aceasta a fost desființată, în 1954, a fost numit profesor de Etică la Universitatea Catolică din Lublin. La Lublin a fondat un institut de morală creștină, pe care l-a condus până în 1978.
Papa Pius al XII-lea (1939–1958) l-a numit, la 4 iulie 1958, episcop auxiliar al Arhidiecezei de Cracovia, iar peste câteva luni, la 28 septembrie, a fost hirotonit episcop în Catedrala Wawel din Cracovia. În această epocă și-a ales ca deviză „Totus tuus” („Al tău întru totul”), în semn de devotament față de Fecioara Maria. 
În calitate de episcop auxiliar de Cracovia a participat la lucrările Conciliului Vatican II. A făcut parte din comisia de redactare a constituției Gaudium et Spes și la comisia de redactare a declarației Dignitatis Humanae, despre libertatea religioasă. Episcopul Wojtyla a atras atenția asupra importanței libertății religioase și de conștiință, arătând că regimurile totalitare sunt înclinate să vadă în religie „o alienare a rațiunii umane”. El a argumentat că persoana umană trebuie văzută în adevărata măreție a naturii sale raționale, iar religia trebuie văzută drept culminație a acestei naturi, nu drept alienare a rațiunii. Conciliul a adoptat declarația cu 2.308 voturi pentru și 70 de voturi contra. Opt voturi au fost nule.
Papa Paul al VI-lea (1963–1978) l-a numit, la 13 ianuarie 1964, arhiepiscop de Cracovia, iar la 26 iunie 1967, a fost făcut cardinal. Imediat după decesul papei Ioan Paul I (aflat în scaunul papal în intervalul august-septembrie 1978), a fost ales papă la 16 octombrie 1978, cel de-al două sute șaizeci și patrulea urmaș al Sfântului Petru. A luat numele de Ioan Paul al II-lea și a fost încoronat ca Suveran Pontif la 22 octombrie 1978. Este primul papă polonez din istorie și unul dintre puținii care nu s-au născut în Italia, primul de la papa Adrian al VI-lea în 1522. Pontificatul papei Ioan Paul al II-lea a fost unul din cele mai lungi, al treilea ca durată, din istoria Bisericii Catolice.
Acest termen este într-un contrast extrem cu cel al predecesorului său, Ioan Paul I, care a avut un pontificat de numai 33 de zile și în memoria căruia și-a luat numele papal.
La 13 mai 1981 Ioan-Paul al II-lea a supraviețuit atentatului comis de Mehmet Ali Ağca, care l-a împușcat de la mică distanță. La 6 ianuarie 1995 poliția din Manila, Filipine, a dejucat Operațiunea Bojinka, care era de fapt un plan pentru uciderea lui Ioan Paul al II-lea.

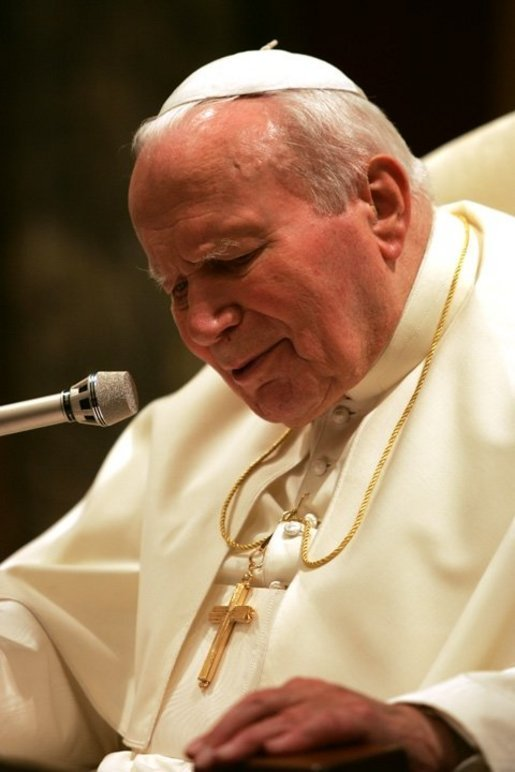
Papa, în 2004

După o lungă suferință pricinuită de boala Parkinson, manifestată încă din 1990, se stinge din viață în reședința sa papală din Vatican în ziua de 2 aprilie 2005 la ora 19:37 (UTC).

## Relații internaționale
La începutul pontificatului lui Ioan-Paul al II-lea, Sfântul Scaun avea relații diplomatice cu 84 de state. Până în 2003, numărul a fost mărit la 172 de state. În același timp, participă acum ca membru deplin sau ca observator în diverse organizații internaționale și regionale.
Cele mai multe din vizitele sale internaționale au fost realizate în dublă calitate, de Șef de Stat și de Șef al Bisericii Catolice.

Stema pontificatului papei Ioan Paul al II-lea
Litera "M" provine de la Fecioara Maria, mama lui Isus, căreia papa îi acordă o mare devoțiune

Papa Ioan Paul al II-lea s-a angajat personal în atenuarea sau rezolvarea unor probleme complexe ale păcii interne și internaționale: în Nigeria, în Chile, în Nicaragua, în Iugoslavia, în Orientul Apropiat, în
Cuba, în Filipine etc.
Deși declara că predică Evanghelia și nu Democrația, intervențiile sale au constituit totdeauna un pericol pentru regimurile dictatoriale și, într-adevăr, a susținut mișcările dizidente din fostul bloc sovietic, în special sindicatul „Solidarność” din Polonia și a jucat astfel un rol hotărâtor în prăbușirea imperiului comunist din răsăritul Europei la sfârșitul anilor 1980.
În iunie 1979, prima sa vizită în țara natală permite polonezilor „să voteze cu picioarele”, marile adunări prilejuite de prezența sa întărind încrederea în unitatea națională, astfel încât în august 1980 greviștii de la Gdańsk au rezistat tuturor presiunilor și comuniștii au fost constrânși să recunoască sindicatul liber Solidaritatea (Solidarność).
În ianuarie 1981 Lech Wałęsa a fost primit la Vatican, spre îngrijorarea întregii nomenclaturi comuniste, ulterior punându-se la cale atentatul și recurgându-se la legea marțială.
În iunie 1983, o a doua vizită a Papei Ioan Paul al II-lea în Polonia reînsuflețește speranța de libertate în tot răsăritul Europei, care dealtfel va fi zguduit în curând de glasnost și perestroika, crezându-se că sistemul comunist mai poate fi reformat.
A sprijinit în secret desfășurarea în Europa de Vest a rachetelor americane Pershing II și Tomahawk cu focos nuclear în cadrul Dublei Decizii NATO din 1979, pentru a restabili echilibrul nuclear și „balanța terorii”.
La 1 decembrie 1989, când Mihail Gorbaciov vine la Vatican, pentru a se întâlni apoi cu George Bush în Malta, în Europa răsăriteană nu mai dăinuia decât regimul lui Ceaușescu, care în curând avea și el să dispară.

## Călătorii și dialoguri interreligioase
În timpul pontificatului său, papa Ioan Paul al II-lea a întreprins un mare număr de călătorii în diferite țări ale lumii. A pus mare preț pe dialogul ecumenic dintre diversele confesiuni ale religiei creștine și cu alte religii. În cursul unei vizite în Marea Britanie s-a întâlnit cu regina Elisabeta a II-a Angliei, capul Bisericii Anglicane și a avut o întrevedere cu arhiepiscopul de Canterbury.
A sprijinit inaugurarea în Salonul Sixtin, la 19 ianuarie 1996, a expoziției „Monumenta Romaniae Vaticana” (Mărturii Românești din Vatican), expoziție îngrijită de către profesorul Ion Dumitriu-Snagov, ocazie de readucere în memorie a celor două milenii de creștinism românesc.
În zilele de 7, 8 și 9 mai 1999 s-a aflat în România, unde a avut contacte cu personalitățile locale ale Bisericii Ortodoxe. La Liturghia Pontificală celebrată în Catedrala Sf. Iosif din București l-a îmbrățișat pe cardinalul Alexandru Todea, aflat în scaunul cu rotile. În octombrie 2002 a avut loc calda primire la Vatican a patriarhului Teoctist.
În martie 2000 a efectuat o călătorie la Ierusalim, unde a vizitat așezământul „Yad Vashem” în memoria victimelor Holocaustului și s-a recules la Zidul Plângerii. A fost primul papă care a vizitat o sinagogă (în Roma) și o moschee (Marea Moschee din Damasc, Siria).

### Atentate
La 13 mai 1981 a avut loc în Piața Sf. Petru din Roma un atentat asupra papei, atentat comis de Mehmet Ali Ağca, un turc fanatic extremist de dreapta. Ioan Paul al II-lea a fost rănit grav de trei gloanțe, după care a fost internat în spital până în august. Papa a dăruit glonțul extras din corpul său locului de pelerinaj Fátima din Portugalia. Glonțul respectiv a fost montat în coroana de aur care decorează statuia Fecioarei Maria de la Fatima. Presupușii organizatori ai atentatului ar fi fost serviciul secret rus KGB, fapt care însă n-a fost declarat de extremistul turc. Papa în convalescență l-a vizitat în închisoare pe Ali Ağca și i-a iertat fapta comisă.
La 12 mai 1982, în timpul unei vizite în Portugalia, preotul ultraconservator Joan Fernandez Krohn, un adept al grupării tradiționaliste Societatea Sf. Pius al X-lea din jurul episcopului Marcel Lefebvre, a încercat un nou atentat asupra papei, atentat zădărnicit de garda personală pontificală. Preotul respectiv și-a motivat atentatul prin încercarea sa de a „salva biserica catolică” de Conciliul Vatican II (1962–1965).

### Moartea

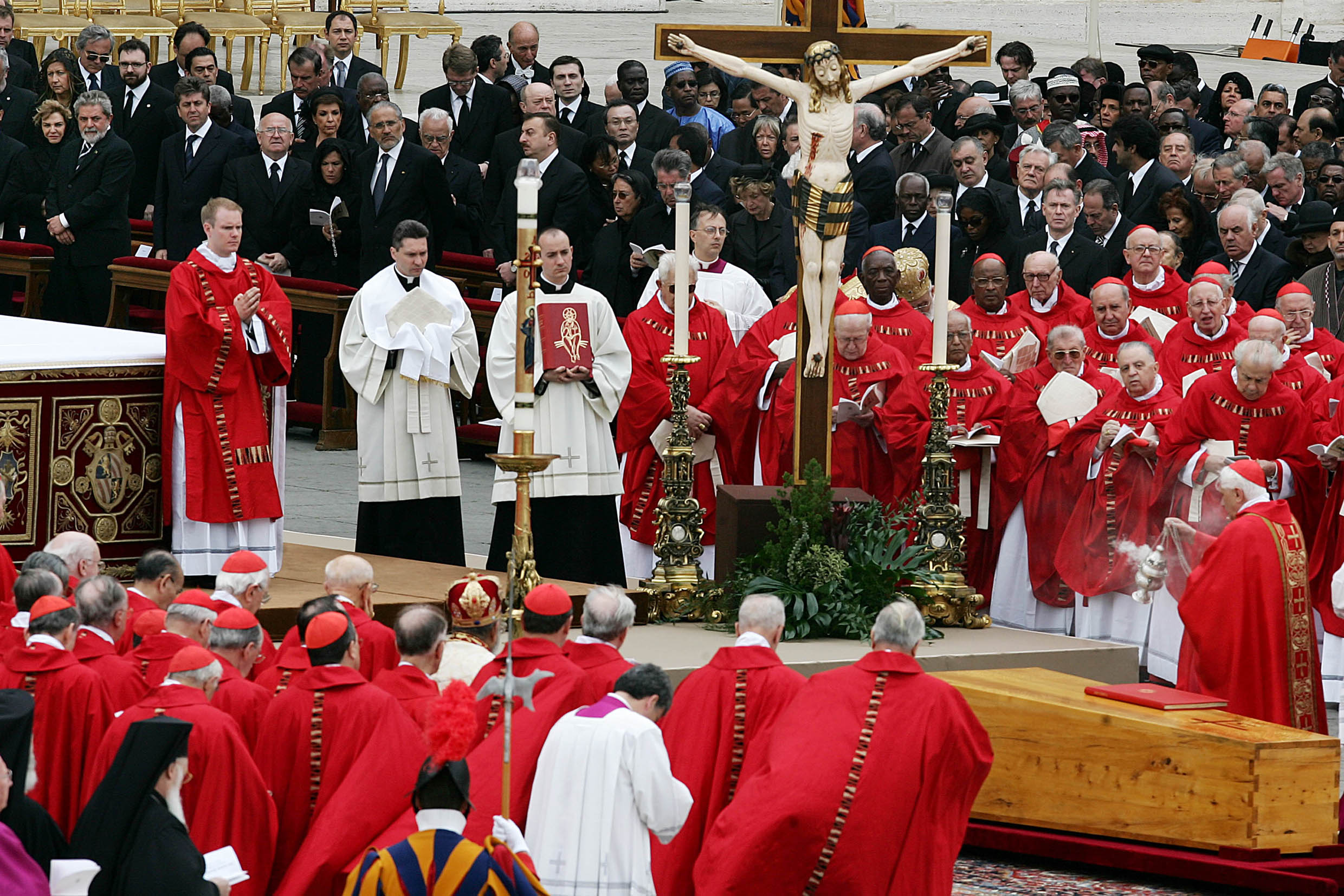
Funeraliile sale

Moartea sa a survenit la ora 21:37 ora Italiei (22:37 ora României) la data de 2 aprilie 2005 din cauza unei septicemii și unui colaps cardiopulmonar ireversibil, agravat de boala Parkinson de care suferea. Avea aproape 85 de ani.

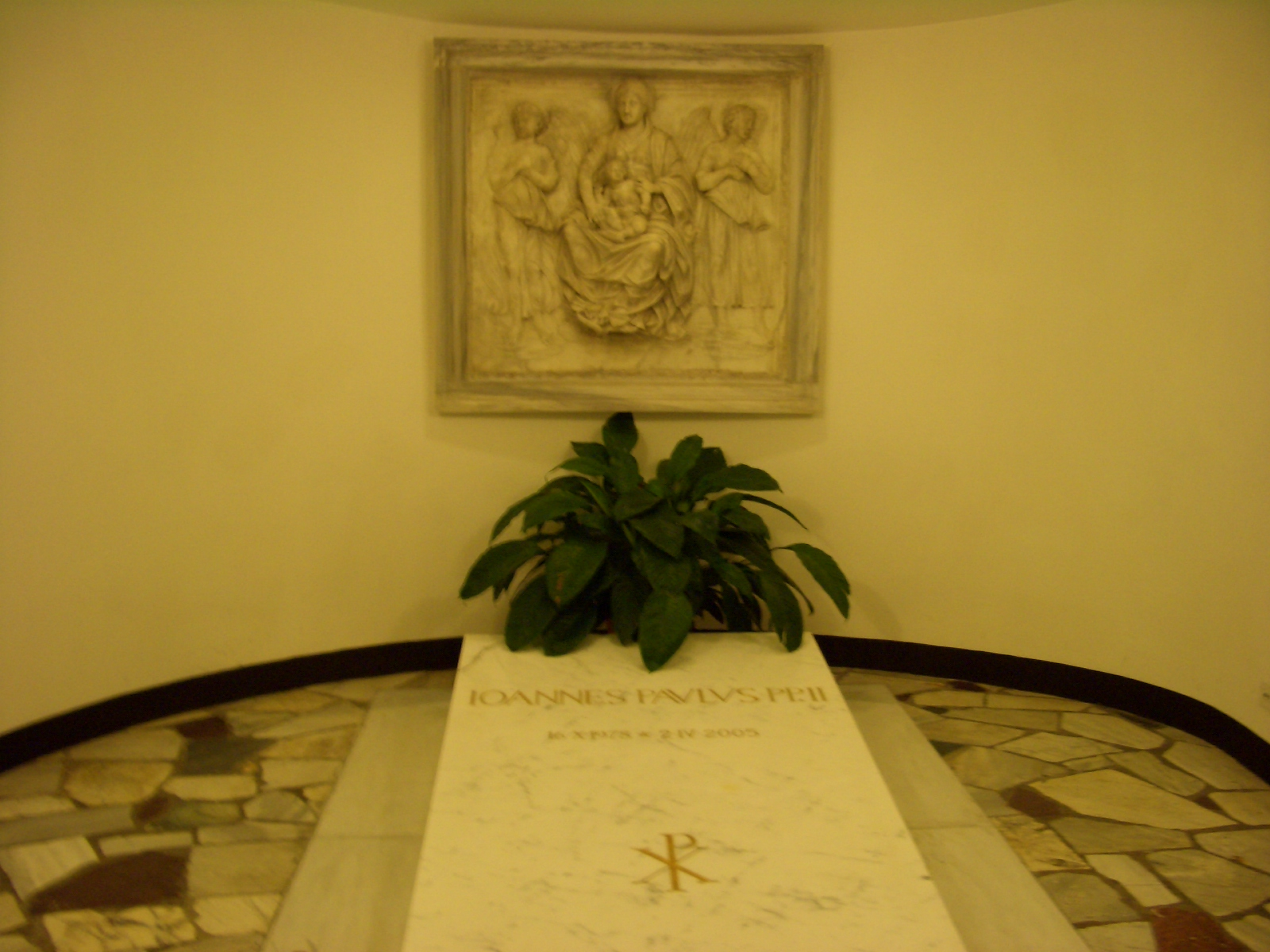
Mormântul papei Ioan Paul al II-lea, situat în criptele Vaticanului

## Cinstirea memoriei papei Ioan Paul al II-lea

### În România

Statuia Papei Ioan Paul al II-lea din fața Bisericii "Sfântul Ioan Nepomuk" din Suceava

Bustul din București

- Încă din timpul vieții (în 2001), Papa Ioan Paul al II-lea a fost ales membru de onoare al Academiei Române.[22]
- Pe data de 19 mai 2011, a fost sfințit un monument dedicat Fericitului Ioan Paul II, într-o piațetă ce îi va purta numele, din Popești-Leordeni, jud. Ilfov. Monumentul are alături de statuia Sfintei Fecioare de Fatima, statuia Papei Ioan Paul II. Aceasta a fost sfințită de către Mons. Ioan Robu, Arhiepiscop de București, împreună cu Mons. Stanislav Dziwisz, Cardinal al Cracoviei și secretarul particular al Fericitului Papa, timp de 40 de ani.
- O piațetă din Suceava îi poartă numele.[23] Aceasta a fost amenajată în fața Bisericii romano-catolice "Sfântul Ioan Nepomuk" din Parcul "Profesor Ioan Nemeș", în centrul orașului Suceava.
- O statuie a papei Ioan Paul al II-lea a fost dezvelită și sfințită, la 17 mai 2009, la Suceava.[23] Statuia Papei Ioan Paul al II-lea este amplasată în piațeta cu același nume, în centrul orașului Suceava.
- O statuie a papei Ioan Paul al II-lea a fost dezvelită pe 15 august 2010 în piața care-i poartă numele din satul Cacica, Comuna Cacica, județul Suceava, piatra de temelie a lucrării fiind sfințită pe 15 august 2007 de către episcopul romano-catolic Petru Gherghel.
- La 1 august 2011, în București, a fost dezvelit și sfințit un bust al Fericitului Ioan Paul al II-lea, Papă. Monumentul se află în apropierea sediului Nunțiaturii Apostolice din București, în Piața Constantin Stahi[24] la intersecția dintre strada Constantin Stahi și Bulevardul Schitu Măgureanu. Sculptura, realizată în bronz, este opera sculptorului sloven de origine bosniacă Mirsad Begie, considerat unul dintre cei mai cunoscuți și apreciați artiști din Slovenia.[25]
- La 21 mai 2011, cardinalul Stanislw Dziwisz, secretarul Papei Ioan Paul al II-lea, alături de episcopul diecezei de Iași, Petru Gherghel și episcopul auxiliar Aurel Percă, a sfințit o biserică închinată sf. Ioan Paul al II-lea, la Poiana Micului, jud. Suceava (www.poianamicului.ro), o mică localitate în care viețuiesc de 175 de ani etnici polonezi. Este, deocamdată, singura biserică din România dedicată sf. Papă polonez și a treia din lume închinată Sf. Ioan Paul al II-lea (primele două au fost sfințite în Polonia, pe 1.V.2011 si 14.V.2011).

### În Republica Moldova
- La Chișinău, în 2016 a fost instalată sculptura papei Ioan Paul al II-lea, creată de sculptorul moldovean Veaceslav Jiglițchi.[26]

## Beatificarea și canonizarea
Papa Ioan Paul al II-lea a fost beatificat în data de 1 mai 2011  în Piața "Sf. Petru" din Roma. Slujba de beatificare a fost prezidată de papa Benedict al XVI-lea. Trecerea sa în rândul sfinților a fost oficiată de papa Francisc în data de 27 aprilie 2014.